# Os Pinos
Os Pinos é o hino oficial da Galiza e um símbolo de seu status de nacionalidade histórica. O texto é constituído pelas duas primeiras partes do poema Queixumes dos pinos de Eduardo Pondal, e a música é da autoria de Pascual Veiga.
Estreou-se em Havana, no ano de 1907 e, tal como a bandeira, é fruto da emigração. Desde 1907 até 1923, o hino galego foi cantado por regionalistas e agraristas nos seus actos e pouco a pouco foi sendo aceito. Quando se proibiu o seu uso durante a ditadura de Primo de Rivera, as sociedades galegas da América intensificaram o seu interesse pela sua interpretação pública. Com a Segunda República Espanhola atingiu o reconhecimento oficial.
Evitou-se durante o franquismo e mesmo durante a etapa de abertura do regime, apenas era cantado, quando muito, em actos culturais e como canção do folclore galego. Desde 1960 começa a interpretar-se de forma mais explícita, ainda que dissimulando os seus aspectos ideológicos. Em concreto, cantava-se só a primeira parte.
Em 1975, enquanto se realizavam actos folclóricos na festa do Apóstolo, os espectadores começaram a erguer-se para o cantar. No ano seguinte, instaurou-se este costume de forma definitiva, na Praça da Quintana, ratificado também pelas autoridades assistentes. Os centristas assumiriam-no, finalmente, na campanha eleitoral de 1977.
O motivo central do texto é que a Galiza deve acordar do seu sono (apatia política) e empreender o caro caminho à libertação. Para isso deverá escutar a voz dos rumorosos pinheiros, ou seja, o povo galego como entidade nacional histórica.
O nome do país não figura em lado algum no poema, como é habitual em Pondal, e fazem-se referências metafóricas ao "Fogar" e à "Nação" de "Breogán".
Além do celtismo e do helenismo sempre presentes na obra de Pondal, foi a sua capacidade para penetrar nos sentimentos do povo e expressar as suas aspirações fundamentais que possibilitaram o seu êxito.
Normalmente o Hino Galego é interpretado por bandas marciais de gaitas-de-fole galegas como símbolo de força, autoridade e solenidade.
Na Copa do Mundo de 1982, na partida Itália – Polónia (em Vigo), foi tocado Queixumes dos pinos ao invés de Mazurek Dąbrowskiego por erro, sendo que depois do hino da Itália o hino polonês foi tocado junto com o da Espanha.
O Hino Galego tem duas versões, uma abreviada que é a oficial é mais conhecida mas existe uma versão mais extensa que também é cantada nalgumas ocasões.